# Тапатъега
Тапатъега (устар. Тапат-Ега) — река в России, протекает по Нефтеюганскому району Ханты-Мансийского АО. Устье реки находится в 414 км от устья реки Большой Салым по правому берегу. Длина реки составляет 82 км, площадь водосборного бассейна — 650 км². В 43 км от устья впадает правый приток Тупси.

## Данные водного реестра
По данным государственного водного реестра России относится к Верхнеобскому бассейновому округу, водохозяйственный участок реки — Обь от города Нефтеюганск до впадения реки Иртыш, речной подбассейн реки — Обь ниже Ваха до впадения Иртыша. Речной бассейн реки — (Верхняя) Обь до впадения Иртыша.
Код объекта в государственном водном реестре — 13011100212115200049745.